# Anne-Christine Davis
Anne-Christine Davis   (5 de febrer de 1951) és una física teòrica britànica de la Universitat de Cambridge. Va ser la primera dona que va ser nomenada professora a la Facultat de Matemàtiques d'aquesta Universitat. La seva recerca es concentra principalment en l'estudi de la cosmologia, astrofísica i la teoria de cordes.
Davis va estudiar a la Universitat de Bristol, sota la supervisió de W. Noel Cottingham i va obtenir el seu doctorat el 1975. Després de llocs postdoctorals a la Universitat de Durham i l'Imperial College London, Davis va treballar al CERN a Ginebra, Suïssa (on es va convertir en la primera dona teòrica) i a l'Institute for Advanced Study de Princeton. Des de 1983 ha ocupat càrrecs a facultat de matemàtiques de Cambridge, i al King's College, Cambridge. Del 2002 al 2013 va ser professora de Física Teòrica a DAMTP i del 2013 al 2018 va ocupar la "Catedràtica de Física Matemàtica (1967)". Ha estat membre de la Junta General i del Consell de la Universitat de Cambridge.
El treball més recent de Davis s'ha centrat en la confluència de la cosmologia i la física de partícules, en particular en la investigació de la partícula del camaleònica (i en general teories de gravetat modificada) al laboratori, en cosmologia i en astrofísica i la seva relació amb la teoria f(R) de la gravetat..

## Vida primerenca
Davis es va interessar per primera vegada per la ciència als cinc anys.
| « | Quan vaig començar l'escola, la mestra va posar unes targetes amb lletres: A de "arbre," B de "ball," C de "no recordo què," per ensenyar-nos l'alfabet. Bé, d'acord. Després ho va tornar a fer. I vaig pensar: "Això és estrany. Ja ho ha fet un cop. Ara tots ho sabem, per què ho torna a fer?" El professor va entendre que havia après l'alfabet ja el primer cop, i em va donar una galleda d'aigua i una pipeta per jugar. I vaig aprendre una mica sobre la densitat relativa. I vaig pensar: "Oh, vull ser una científica. Això és divertit". | » |

.
Aleshores es va convertir en la primera dona de la seva escola que va cursar els nivells A en matemàtiques, física i química.

## Igualtat de gènere
Com a primera dona en ser anomenada professora a la Facultat de Matemàtiques a la Universitat de Cambridge, Davis s'ha trobat amb molts obstacles a la seva carrera professional:
| « | Quan vaig sortir del meu doctorat viva, un dels professors em va preguntar si em quedava alguna cosa per fer ara que tenia el doctorat, però per casar-me? Tenia l'esperança de fer un postdoctorat i això em va sorprendre. Un company sènior anunciava un lloc de postdoctorat i vaig preguntar si l'havia sol·licitat alguna dona. Va dir que mai no nomenaria una dona si un home ho sol·licitava, perquè un home tenia una família per cuidar, mentre que una dona tenia un marit per cuidar-la. | » |

Insisteix però en que les dones facin carreres científiques i suggereix com:
| « | Com vaig superar aquestes barreres? Crec que sóc força tossuda i decidida, i he tingut l'ajuda d'uns molt bons companys i col·laboradors al llarg dels anys. Persevereu, sigueu decidides, denuncieu els comportaments inapropiats i trobeu algú amb qui parlar — no necessàriament sobre la vostra recerca, sinó simplement sobre el fet d'estar en un entorn acadèmic. | » |

## Historial acadèmic[3]
- 2014 Fou nomenada Campiona d'Igualtat de Gènere de la Universitat per a les matèries de STEM
- 2013–2018 Professora de Física Matemàtica (1967), DAMTP, Universitat de Cambridge
- 2002-2013 Professora de Física Teòrica, DAMTP, Universitat de Cambridge
- 1996-2000 Lectora de Física Teòrica, DAMTP
- ADR-DAMTP 1995-1996
- 1988-1995 Oficial d'ensenyament universitari, Kings College Cambridge
- 1983-1988 Research Council Advanced Fellow, DAMTP Universitat de Cambridge
- 1982-1983 Institute for Advanced Study, Princeton, EUA
- 1980-1982 Fellow, Divisió de Teoria, CERN, Ginebra
- 1978-1980 Investigadora postdoctoral associat en física teòrica, Blackett Physics Laboratory Imperial College, Londres
- 1976-1978 Investigadora postdoctoral associat en física teòrica, Departament de Matemàtiques, Universitat de Durham

## Reconeixements
El 2009 va ser escollida membre de l'Academia Europaea. El 2019 va guanyar l'Institute of Physics Medalla i Premi Richard Glazebrook.